# Albanië op de Olympische Zomerspelen 1992
Albanië  deed tijdens de Olympische Zomerspelen 1992 in Barcelona, Spanje voor de tweede keer in de geschiedenis mee aan de Olympische Zomerspelen. Het Oost-Europese land, terug na een absentie van twintig jaar, vaardigde in totaal zeven sporters af.

## Resultaten en deelnemers per onderdeel

### Atletiek
| Olympiër       | Discipline    | Resultaat | Prestatie |
| -------------- | ------------- | --------- | --------- |
| Alma Qeramixhi | Zevenkamp (v) | DNF       |           |

### Gewichtheffen
| Olympiër        | Discipline  | Resultaat | Prestatie                                                      |
| --------------- | ----------- | --------- | -------------------------------------------------------------- |
| Sokol Bishanaku | -67,5kg (m) | 13e       | trekken: 14e met 125kg stoten: 13e met 157,5kg totaal: 282,5kg |
| Fatmir Bushi    | -67,5kg (m) | 9e        | trekken: 10e met 130kg stoten: 10e met 160kg totaal: 290kg     |
| Dede Dekaj      | -110kg (m)  | 9e        | trekken: 15e met 162,5kg stoten: 6e met 217,5kg totaal: 380kg  |

### Schietsport
| Olympiër        | Discipline              | Resultaat | Prestatie                |
| --------------- | ----------------------- | --------- | ------------------------ |
| Kristo Robo     | 25m snelvuurpistool (m) | 30e       | kwalificatie: 565 punten |
| Enkelejda Shehu | 25m pistool (v)         | 14e       | kwalificatie: 575 punten |

### Zwemmen
| Olympiër     | Discipline          | Resultaat | Prestatie              |
| ------------ | ------------------- | --------- | ---------------------- |
| Frank Leskaj | 50m vrije slag (m)  | 50e       | serie 6: 7e in 24,72   |
| Frank Leskaj | 100m vrije slag (m) | 62e       | serie 4: 7e in 55,50   |
| Frank Leskaj | 100m schoolslag (m) | 56e       | serie 2: 7e in 1.14,28 |

Albanië · Algerije · Amerikaanse Maagdeneilanden · Amerikaans-Samoa · Andorra · Angola · Antigua en Barbuda · Argentinië · Aruba · Australië · Bahama's · Bahrein · Bangladesh · Barbados · België · Belize · Benin · Bermuda · Bhutan · Bolivia · Bosnië en Herzegovina · Botswana · Brazilië · Britse Maagdeneilanden · Bulgarije · Burkina Faso · Canada · Centraal-Afrikaanse Republiek · Chili · China · Chinees Taipei · Colombia · Congo-Brazzaville · Cookeilanden · Costa Rica · Cuba · Cyprus · Denemarken · Djibouti · Dominicaanse Republiek · Duitsland · Ecuador · Egypte · El Salvador · Equatoriaal-Guinea · Estland · Ethiopië · Fiji · Filipijnen · Finland · Frankrijk · Gabon · Gambia · Gezamenlijk team · Ghana · Grenada · Griekenland · Groot-Brittannië · Guam · Guatemala · Guinee · Guyana · Haïti · Honduras · Hongarije · Hongkong · Ierland · IJsland · India · Indonesië · Irak · Iran · Israël · Italië · Ivoorkust · Jamaica · Japan · Jemen · Jordanië · Kaaimaneilanden · Kameroen · Kenia · Koeweit · Kroatië · Laos · Lesotho · Letland · Libanon · Libië · Liechtenstein · Litouwen · Luxemburg · Madagaskar · Malawi · Malediven · Maleisië · Mali · Malta · Marokko · Mauritanië · Mauritius · Mexico · Monaco · Mongolië · Mozambique · Myanmar · Namibië · Nederland · Nederlandse Antillen · Nepal · Nicaragua · Nieuw-Zeeland · Niger · Nigeria · Noord-Korea · Noorwegen · Oeganda · Oman · Oostenrijk · Pakistan · Panama · Papoea-Nieuw-Guinea · Paraguay · Peru · Polen · Portugal · Puerto Rico · Qatar · Roemenië · Rwanda · Saint Vincent‑Grenadines · Salomonseilanden · Samoa · San Marino · Saoedi-Arabië · Senegal · Seychellen · Sierra Leone · Singapore · Slovenië · Soedan · Spanje · Sri Lanka · Suriname · Swaziland · Syrië · Tanzania · Thailand · Togo · Tonga · Trinidad en Tobago · Tsjaad · Tsjecho-Slowakije · Tunesië · Turkije · Uruguay · Vanuatu · Venezuela · Verenigde Arabische Emiraten · Verenigde Staten · Vietnam · Zaïre · Zambia · Zimbabwe · Zuid-Afrika · Zuid-Korea · Zweden · Zwitserland · Onafhankelijke olympische deelnemers